# 이시코시역
이시코시역(일본어: 石越駅)은 일본 미야기현 도메시에 있는 동일본 여객철도 도호쿠 본선의 역이다. 단선 · 섬식의 형태를 합친 복합 구조의 지상역이며, 동일본 여객철도 센다이 지사 관내로는 최종역이다.

## 타는 곳
| 1 | ■ 도호쿠 본선 | (하행) | 하나이즈미 · 이치노세키 방면  |                                               |
| 2 | ■ 도호쿠 본선 | (상행) | 세미네 · 고고타 · 센다이 방면 | (이 역 시발만)                                |
| 2 | ■ 도호쿠 본선 | (하행) | 하나이즈미 · 이치노세키 방면  | (통과 열차의 대피만, 정기 열차로의 사용 없음) |
| 3 | ■ 도호쿠 본선 | (상행) | 세미네 · 고고타 · 센다이 방면 |                                               |

## 이용 현황
| 연도     | 하루 평균 승차 인원 | 연도     | 하루 평균 승차 인원 |
| 2000년도 | 607                 | 2006년도 | 483                 |
| 2001년도 | 549                 | 2007년도 | 428                 |
| 2002년도 | 556                 | 2008년도 | 399                 |
| 2003년도 | 536                 | 2009년도 | 393                 |
| 2004년도 | 556                 | 2010년도 | 388                 |
| 2005년도 | 454                 |          |                     |
| -------- | ------------------- | -------- | ------------------- |

## 역 주변
- 이시코시 우체국
- 이시코시 시가지

## 인접 정차역
| 도호쿠 본선      | 도호쿠 본선   | 도호쿠 본선            |
| ---------------- | ------------- | ---------------------- |
| 닛타 센다이 방면 | ■ 도호쿠 본선 | 유시마 이치노세키 방면 |